# Embalse de Balagueras
El embalse de Balagueras se sitúa en el municipio de Rubielos de Mora en la provincia de Teruel, España.
Se construyó en los años 50 en el cauce del río Mijares, sobre una superficie de 13 hectáreas y con una capacidad máxima de 0,1 hm³ . La obra fue construida mediante una presa de gravedad con una altura de 19 metros.
El aprovechamiento de sus aguas es para riego.
Esta presa pertenece a la Confederación Hidrográfica del Júcar.